# Đinh Thị Hạnh
Đinh Thị Hạnh (chữ Hán: 丁氏幸; 1807 – 1838), phong hiệu Tam giai Quý tần (三階貴嬪), là một cung tần của vua Thiệu Trị nhà Nguyễn trong lịch sử Việt Nam.

## Tiểu sử
Sử sách không ghi chép gì nhiều về lai lịch của Quý tần Đinh Thị Hạnh. Nhiều tài liệu cho rằng, bà là người Gò Công, Gia Định, cùng quê và có họ hàng xa với bà Phạm Thị Hằng, về sau là Từ Dụ Hoàng thái hậu. Không rõ thời gian bà Hạnh nhập phủ Trường Khánh hầu hoàng tử trưởng Miên Tông.
Ngày 12 tháng 3 (âm lịch) năm Ất Dậu (1825), bà Hạnh sinh hạ Hoàng trưởng tử của vua Thiệu Trị, là Nguyễn Phúc Hồng Bảo, sau được truy phong làm An Phong Quận vương (安豐郡王). Năm 1830, bà hạ sinh hoàng nữ Ái Chân. Năm 1833, bà lại sinh thêm một hoàng nữ là Thục Nghiên. Cả hai hoàng nữ của bà Hạnh đều vắn số chết yểu, sau được thờ tại Lệ Thục từ (nơi thờ các vị phi tần đời vua Thiệu Trị).
Hoàng tử Hồng Bảo có âm mưu soán nghịch nên đã thắt cổ tự vẫn trong nhà giam, chết vào năm Giáp Dần (1854), bị cải sang họ Đinh của mẹ. Vợ con và cháu nội của hoàng tử đều bị xử giảo. Dòng dõi của bà Hạnh không còn ai sống sót.
Vua Thành Thái sau này cho Hồng Bảo được khai phục tông tịch và tước vị, lấy con trai thứ 8 của Thái Thạnh Quận vương Hồng Phó là Ưng Tân sang quá kế phòng An Phong.
Bà Hạnh qua đời vào năm 1838 khi mới 31 tuổi, được tặng làm Diễm nhân (艷人). Năm Thiệu Trị thứ 3 (1843), vua đại phong hậu cung, truy tặng cho bà làm Tam giai Quý tần (三階貴嬪), đứng đầu các Tần vị của Thiệu Trị.
Tự Đức năm thứ 5 (1852), tháng 4 (âm lịch), vua dựng nhà thờ cho tiền triều Trang tần Trần Thị Tuyến (tần phi của vua Minh Mạng) và tiên triều Quý tần Đinh thị. Đại Nam thực lục ghi rõ: "Quý tần là mẹ đẻ của An Phong công Hồng Bảo, khi Hiến Tổ Chương hoàng đế chưa lên ngôi vua, hầu hạ ở bên tả, bên hữu, vẫn có tiếng là người đức tốt cẩn thận, cho nên đều đặc biệt chuẩn cho dựng nhà thờ".